# Hadol du Vivier
Hadol du Vivier, född 1973 i Frankrike, död 1992 i Frankrike, var en fransk varmblodig travhäst. Han tränades av Henri Levesque och Jean-René Gougeon.

## Karriär
Hadol du Vivier var en av världens bästa travhästar under slutet av 1970-talet. Han tävlade åren 1976–1981 och sprang in motsvarande 5,5 miljoner kronor på 47 starter varav 26 segrar, 8 andraplatser och 3 tredjeplatser. Han tog karriärens största seger i Elitloppet (1978).
Han segrade även i stora lopp som Critérium des 3 ans (1976), Prix de l'Étoile (1976, 1977), Prix de Sélection (1977), Grosser Preis von Deutschland (1977), Gran Premio d'Europa (1977), Critérium des 4 ans (1977), Prix Phaeton (1977), Prix Marcel Laurent (1977), Critérium Continental (1977), Prix de Bourgogne (1978), Prix de Croix (1978), Prix René Ballière (1978), Elite-Rennen (1978), Prix de France (1979), Prix de l'Atlantique (1979), Prijs der Giganten (1979), Åby Stora Pris (1979) och Grand Critérium de Vitesse (1980). Han kom även på andraplats i Elitloppet (1979) och på tredjeplats i International Trot (1978).

## Kidnappning
1984 blev Hadol du Vivier kidnappad från ett stuteri i Normandie. Kidnapparna ringde upp Henri Levesque och ville ha 2 miljoner franc för att återlämna hästen. Hadol du Vivier hittades i närheten av stuteriet ett dygn senare. Ingen lösensumma betalades ut, och ingen greps för kidnappningen.